# Muzeum Techniki w Spirze

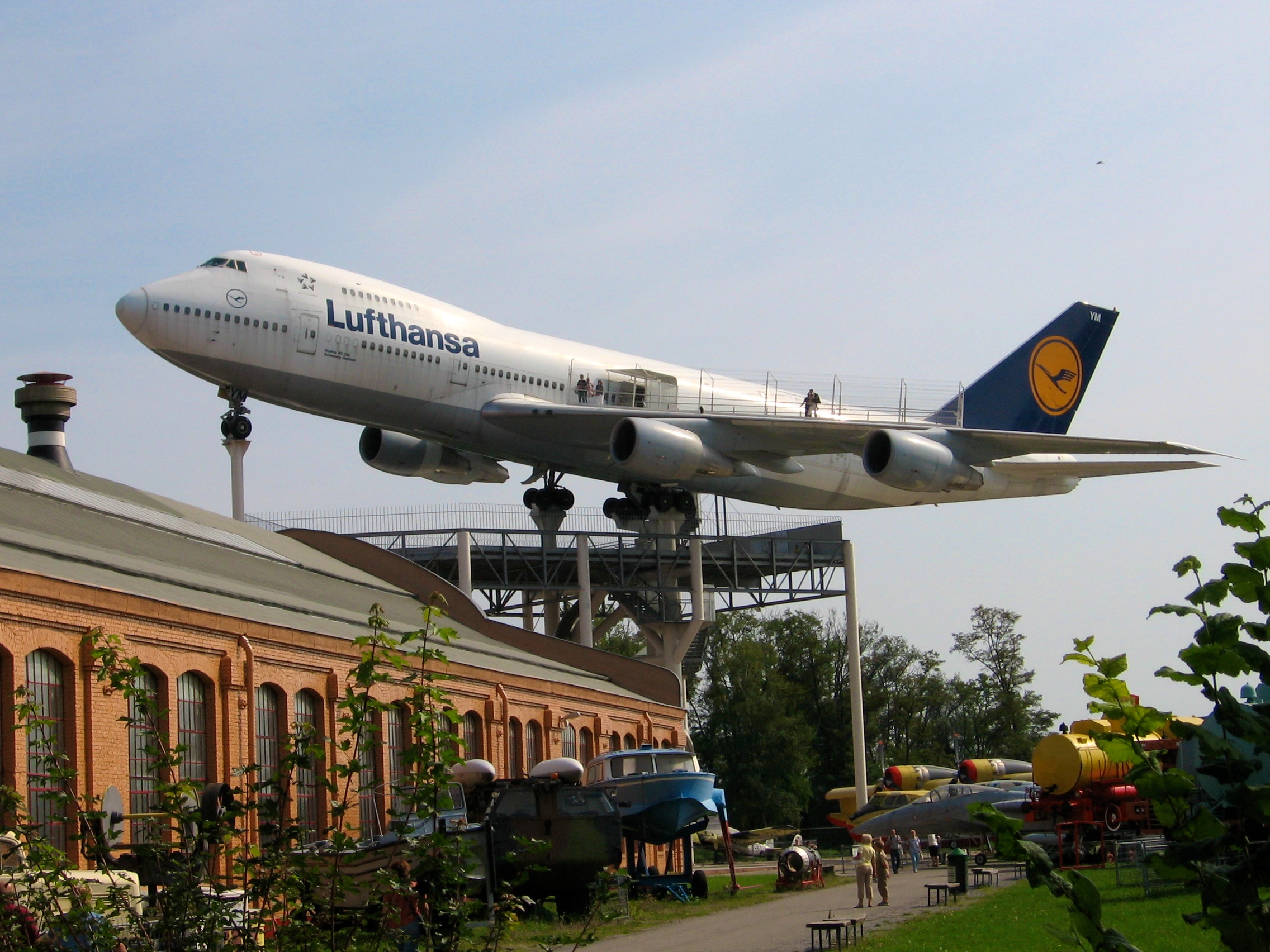
Boeing 747 na platformie nad wejściem do muzeum

Muzeum Techniki w Spirze – niemieckie muzeum techniki położone w mieście Spira.

## Historia
Muzeum nieprzypadkowo położone jest w Spirze, miasto przez wiele lat było ważnym ośrodkiem niemieckiego przemysłu lotniczego. W 1913 roku powstała tutaj wytwórnia lotnicza Pfalz Flugzeugwerke GmbH, w której podczas I wojny światowej produkowano samoloty bojowe. Za wzrostem produkcji nie nadążała wielkość zakładów, jednym ze środków zaradczych było przeniesienie do Spira hali fabrycznej w 1915 roku, zdobytej we francuskim mieście Lille, od tamtej pory mieszkańcy nazywają ją Liller Halle i to w niej właśnie umieszczone jest muzeum. Technik-Museum Speyer jest jednym z najmłodszych muzeów techniki w Niemczech, powstało w 1991 roku z inicjatywy entuzjastów z innego muzeum, Auto- und Technikmuseum Sinsheim z Sinsheim.

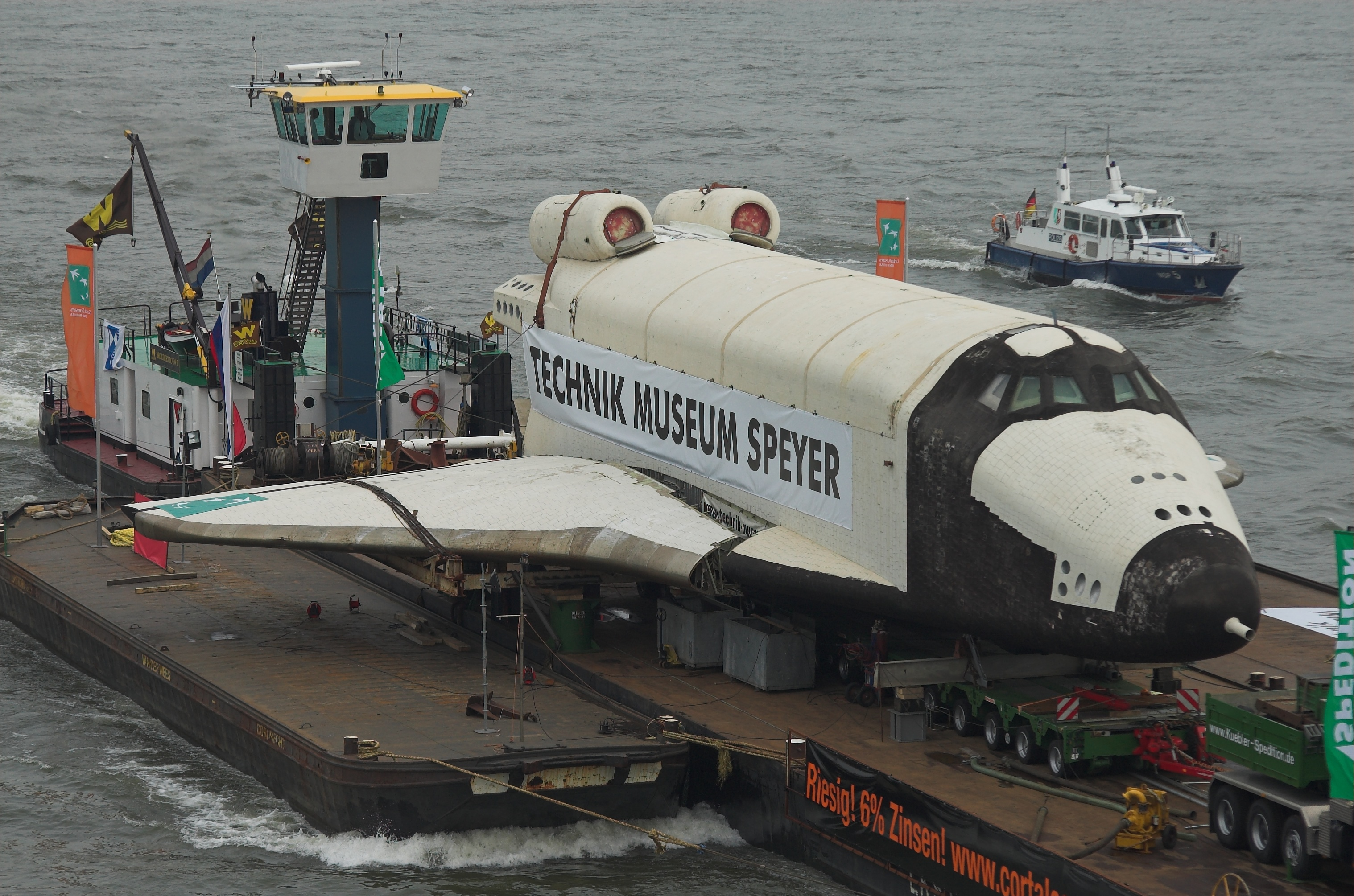
OK-GLI w drodze do muzeum

Muzeum posiada ponad 2000 eksponatów, pokazywanych na powierzchni 150 000 m², zarówno pod dachem, jak i prezentowanych na wolnym powietrzu. W placówce prezentowane są samoloty i śmigłowce, stare samochody, sprzęt pożarniczy, łodzie i motocykle, silniki oraz pojazdy szynowe. Wśród eksponatów na szczególną uwagę zasługuje radziecki wahadłowiec OK-GLI, przeznaczony do testów atmosferycznych, a który w 2008 roku znalazł się w zbiorach muzeum. Wśród innych ciekawych eksponatów można oglądać niemiecki okręt podwodny typu 205 U-9.

## Galeria

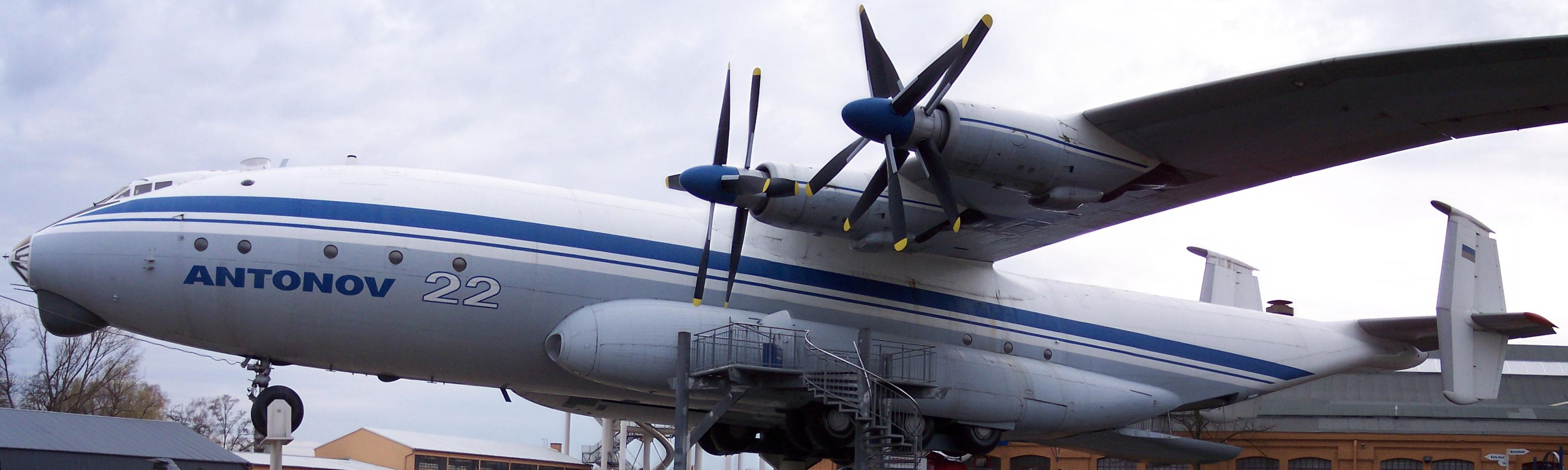
An-22
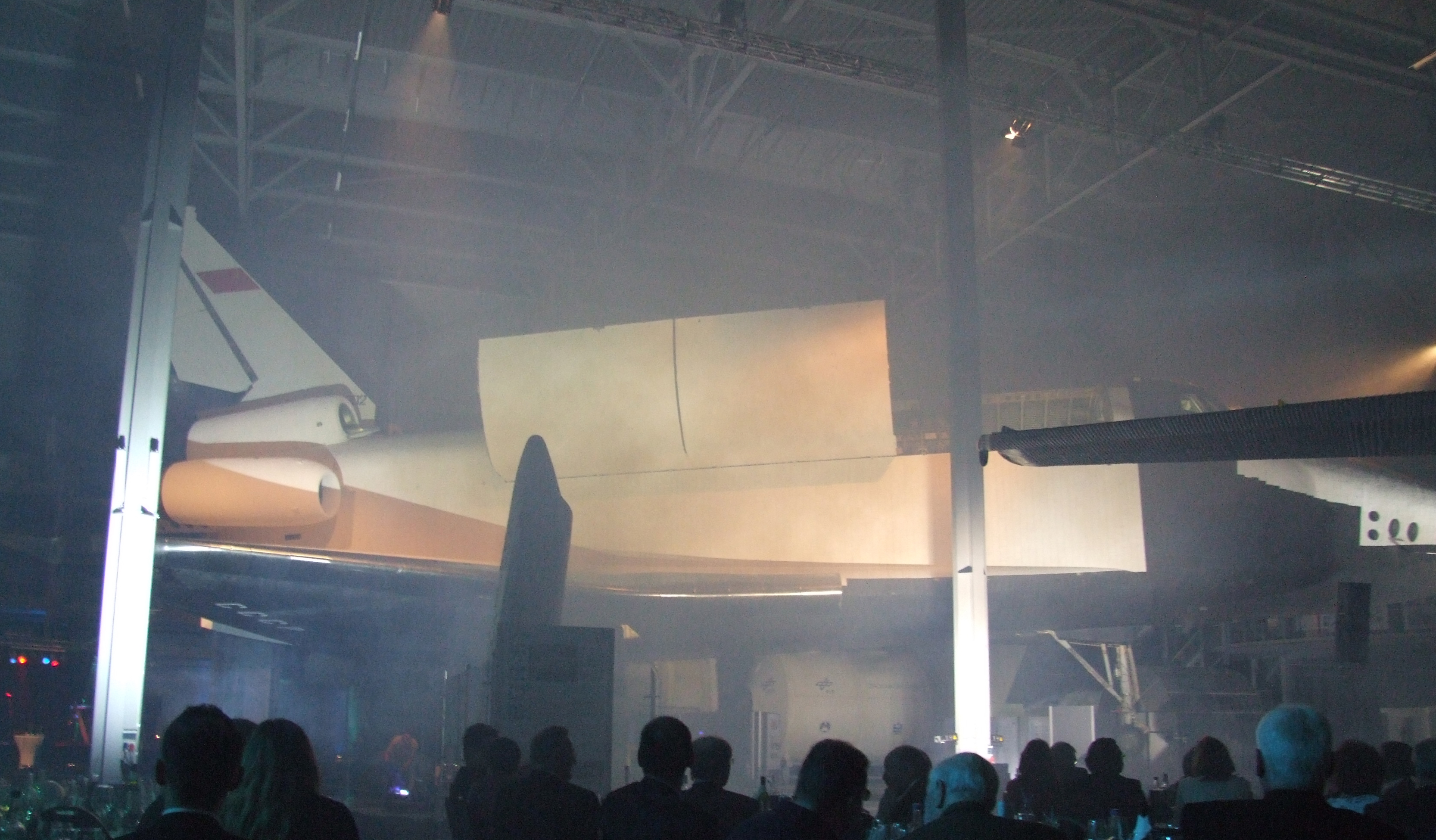
Prezentacja nowego eksponatu OK-GLI, październik 2008
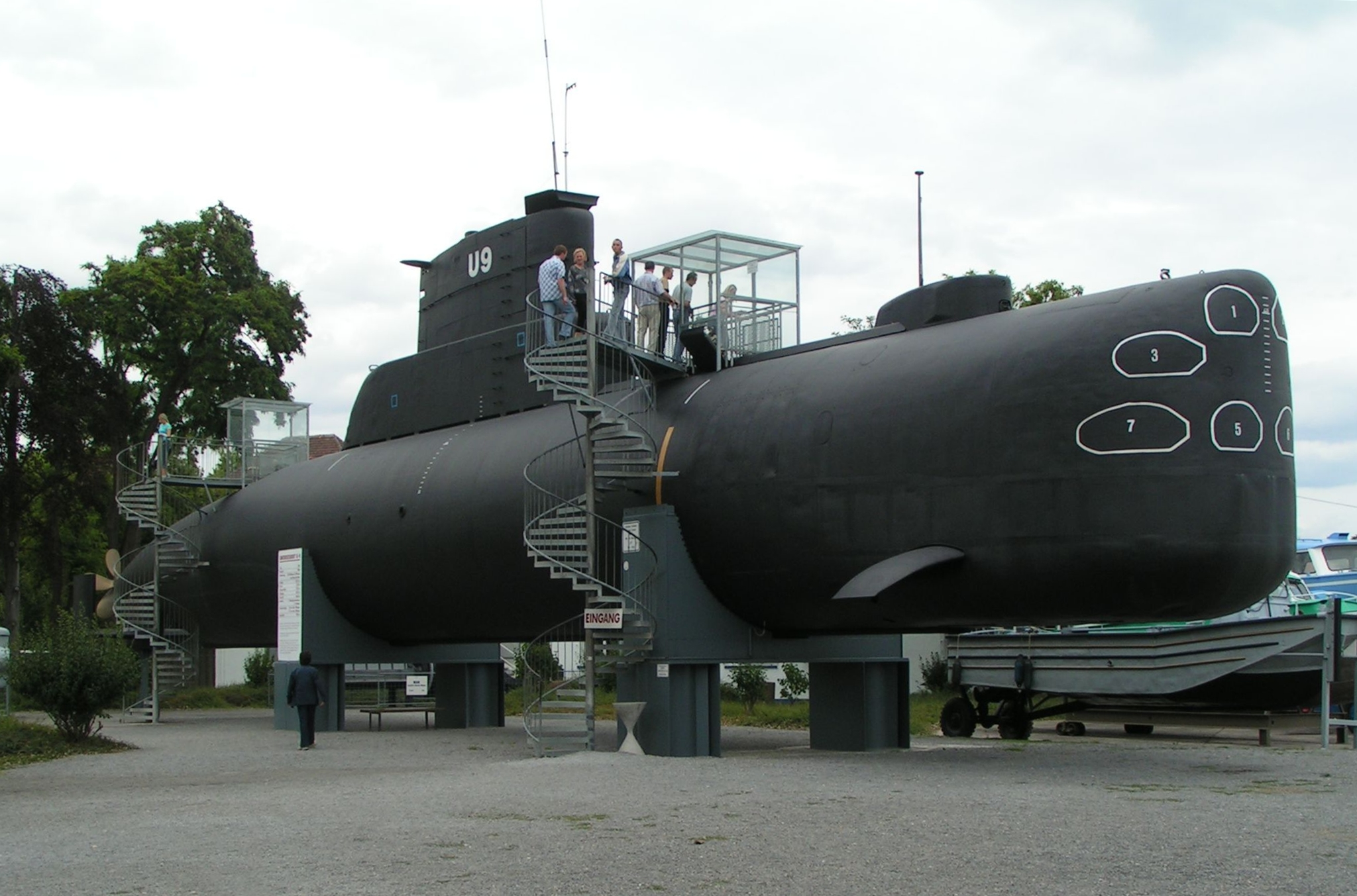
Okręt podwodny U-9
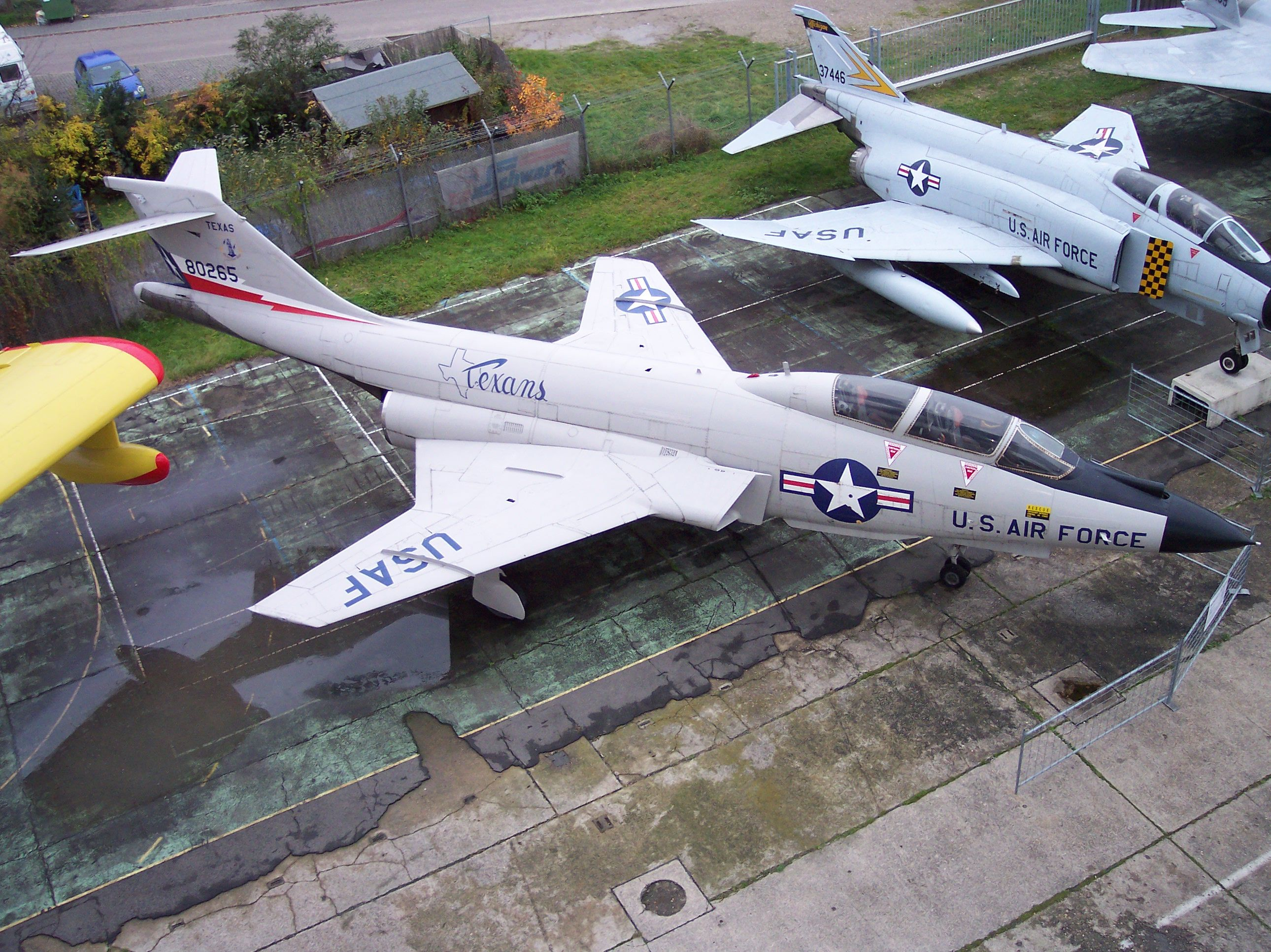
McDonnell F-101 Voodoo
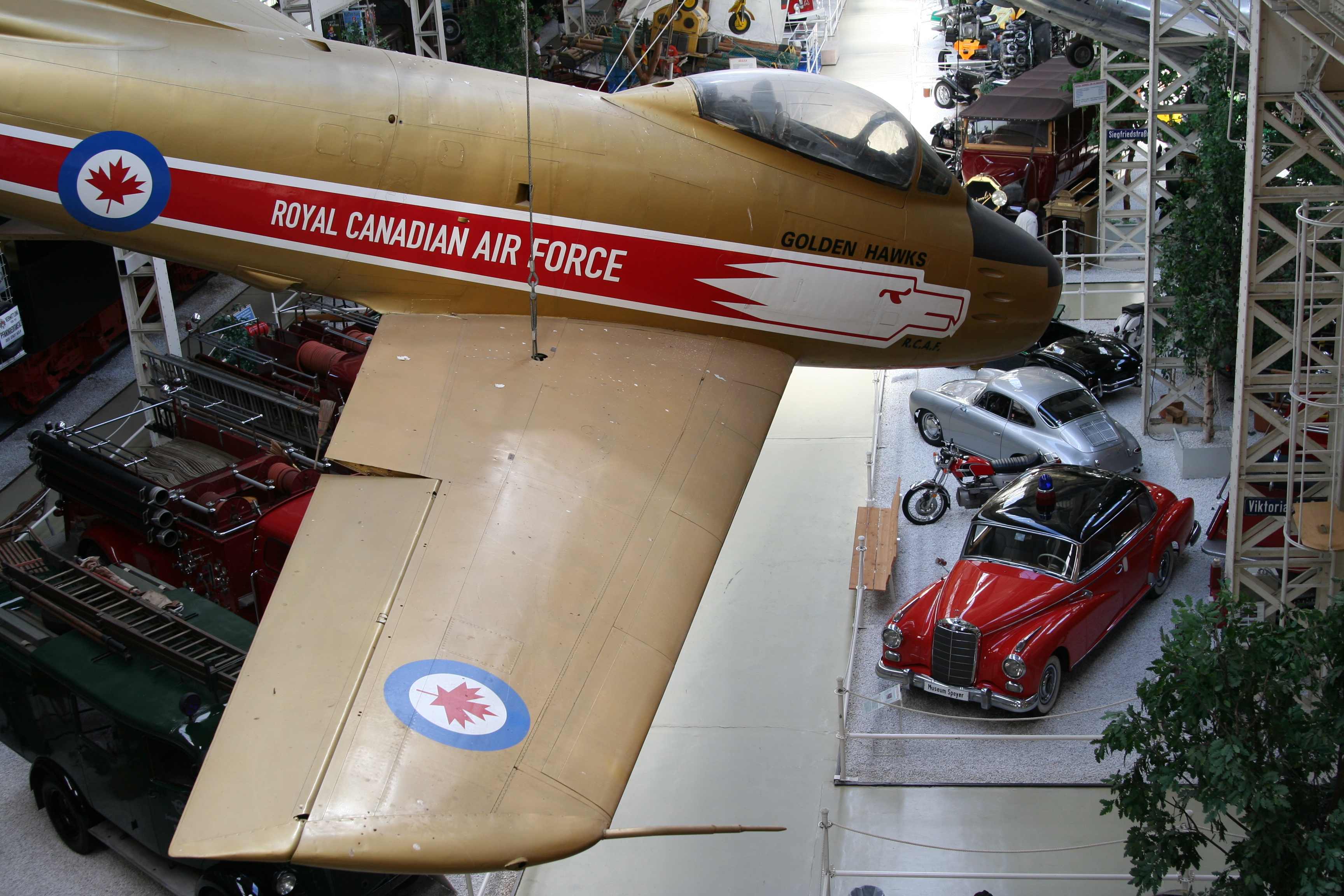
Royal Canadian Air Force North American F-86 Sabre
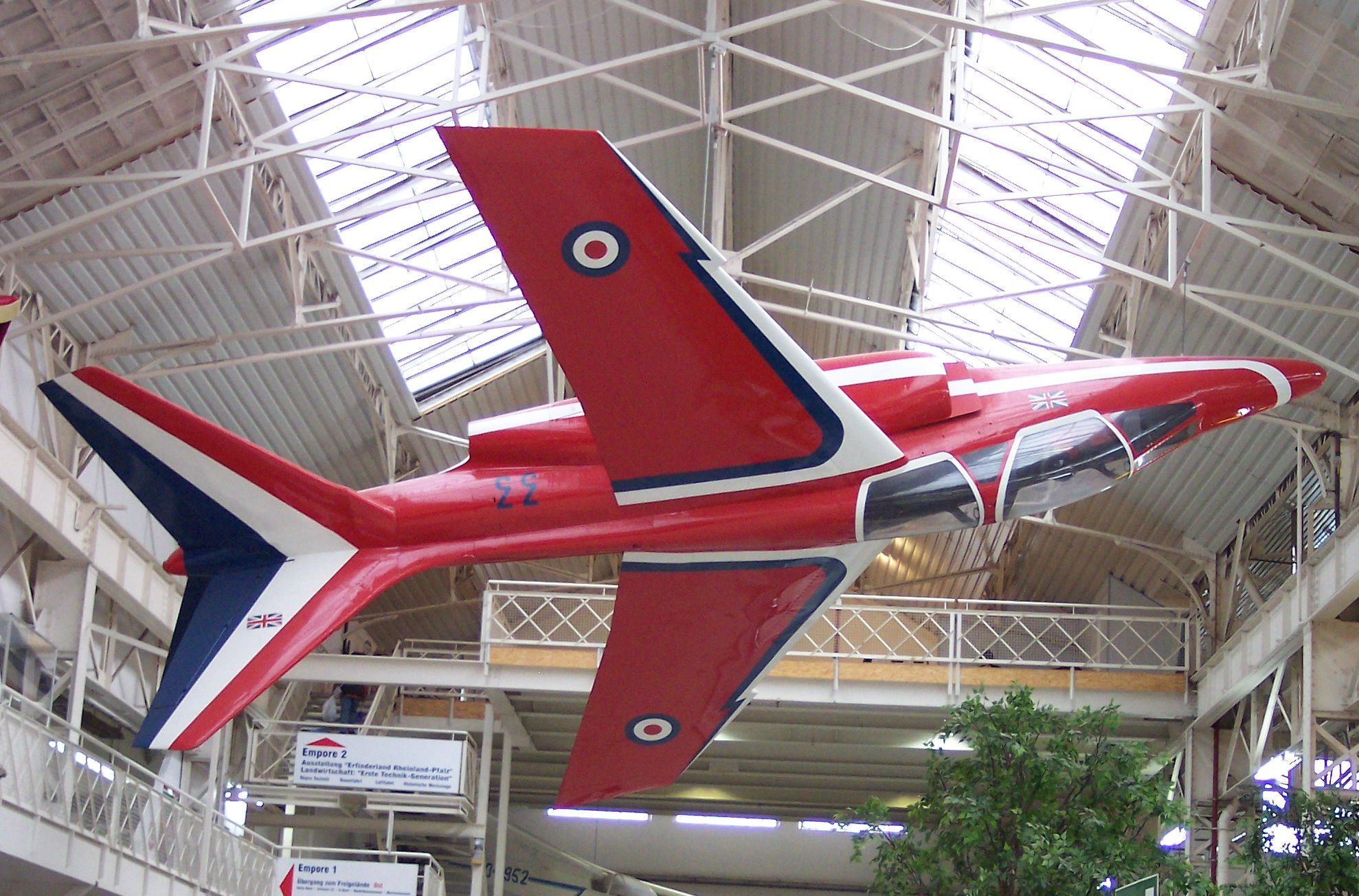
Dassault/Dornier Alpha Jet w barwach zespołu akrobacyjnego Red Arrows
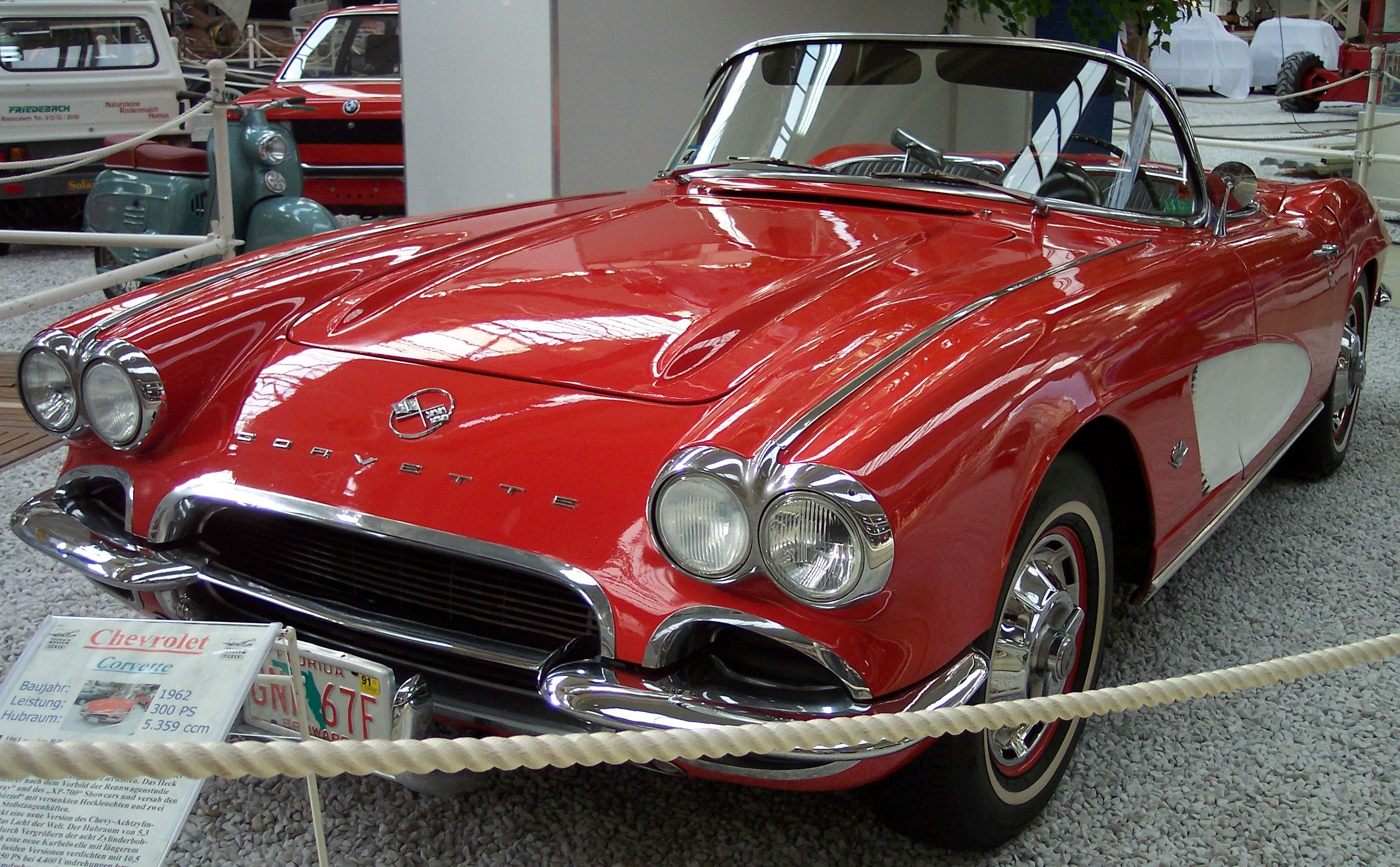
Chevrolet Corvette
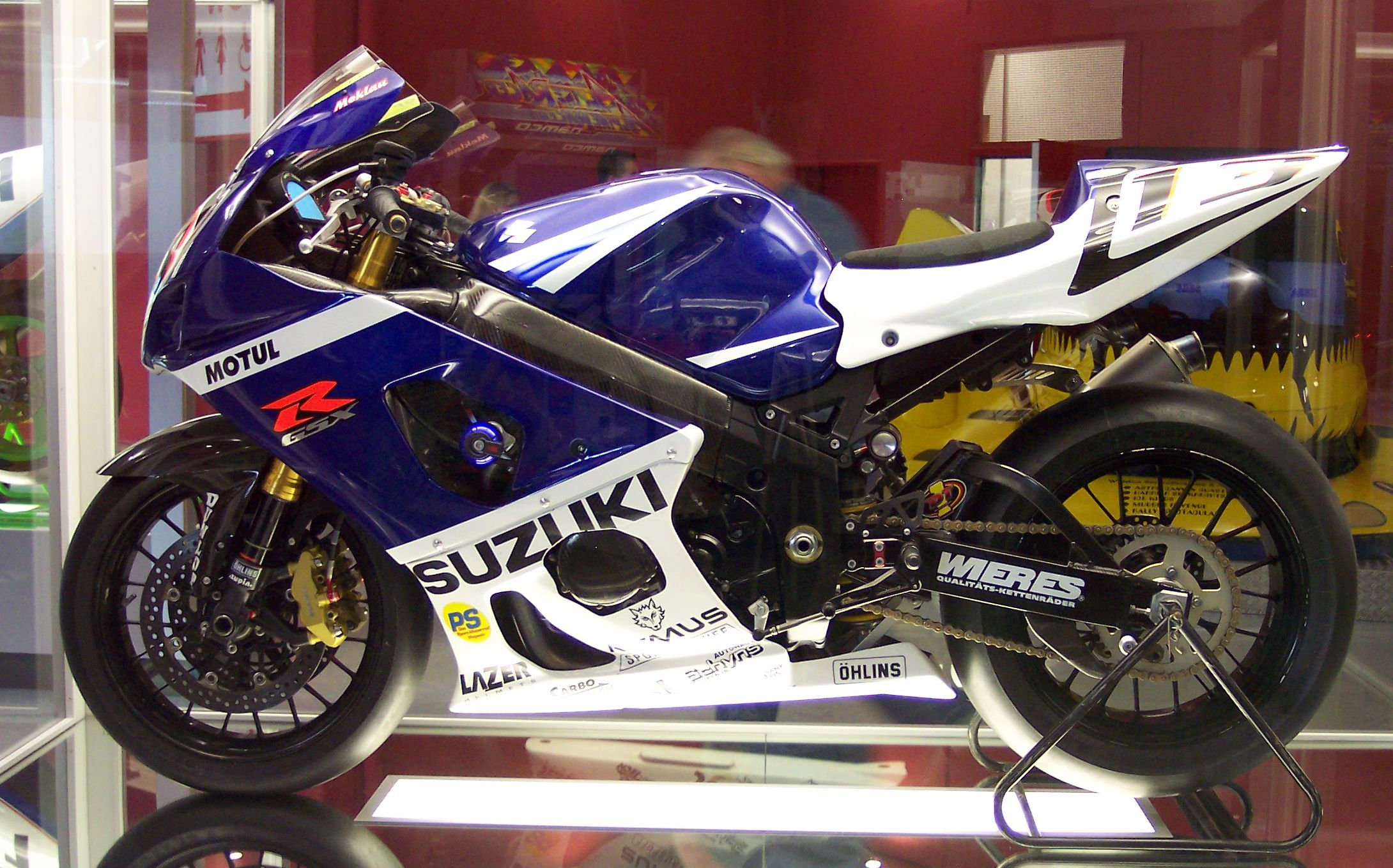
Motocykl Suzuku GSX-R 750 WR